# Afroamerikanci
Afroamerikanci ili Afrički Amerikanci (engleski: Afro-Americans ili African Americans) etnička su skupina u SAD-u koja porijeklo vuče iz Afrike. Njoj prije svega pripadaju potomci crnih robova dovedenih u Sjevernu Ameriku između 17. i 19. stoljeća.
Pojam Afroamerikanaca, koji je prvi upotrijebio crnački nacionalistički vođa Malcolm X, nastoji zamijeniti riječ »crnci« koja se u dijelu tadašnje crnačke zajednice smatrala jednako uvredljivim kao nazivi »negro« i »obojani«. Umjesto po rasi, cilj je bio američke crnce identificirati prema regiji odakle potječu njihovi preci i tako ih izjednačiti s drugim etničkim skupinama unutar američke nacije kao što su Italoamerikanci ili Portorikanci.
Prema podacima američkog Ureda za popis stanovništva u SAD živi 38 662 569 Afroamerikanaca, koji čine 12,3 % ukupnog stanovništva. Od toga njih 58,4 %, prema rezultatima popisa iz 2000. godine, žive na Jugu SAD-a. No 88 % svih Afroamerikanaca također žive u velikim gradovima, tako da u nekima od njih, kao Detroit, Atlanta, Memphis i Washington D.C., čine većinu stanovništva. 
Naziv se 1990-ih, u doba »političke korektnosti«, odomaćila u američkoj javnosti i ušla u službenu upotrebu. Istovremeno je izazivala i dosta kontroverze, s obzirom na to da njena upotreba može izazvati cijeli niz nesporazuma i nedoumica. Tako se ova riječ koristi isključivo za osobe crne boje kože, te se ne primjenjuje na Amerikance bijele kože koji su emigrirali iz Afrike ili im odatle potječu preci (Berberi, Afrikaneri). To također znači da se ona koristi za baš svaku osobu crne boje kože koja živi na teritoriju SAD, bez obzira pripada li ona nekoj specifičnoj etničkoj skupini kao što su Jamajčani ili Haićani. Nadalje, sama riječ »Afroamerikanci« ponekad se koristi i za cjelokupno crno stanovništvo oba američka kontinenta. 
Preko holivudskih filmovima i drugih proizvoda američke popularne kulture, riječ se proširila na ostatak svijeta.
Afroamerikanci su se godinama borili za ravnopravnost i normalan život u Americi, preko revolucionara poput Martina Luthera Kinga do prije svega hip hop glazbenika poput repera Tupaca Shakura. Rasizam je ipak i dan danas prisutan u svim područjima američke kulture i života. 

## Poznati Afroamerikanci
- W.E.B. Du Bois
- Martin Luther King
- Tupac Amaru Shakur
- Edward Brooke
- Malcolm X
- Rosa Parks
- Sojourner Truth
- Barack Obama
- Michael Jackson
- Oprah Winfrey